# Томохико Икома
Томохико Икома (јап. 生駒 友彦; 25. август 1932 — 27. април 2009) био је јапански фудбалер.

## Каријера
Током каријере је играо за Мицубиши.

## Репрезентација
За репрезентацију Јапана дебитовао је 1955. године. За тај тим је одиграо 5 утакмица.

## Статистика
| Јапан  | Јапан   | Јапан  |
| Година | Наступи | Голови |
| ------ | ------- | ------ |
| 1955.  | 5       | 0      |
| Укупно | 5       | 0      |